# Daryl Coley
Daryl Coley, né le 30 octobre 1955 à Berkeley en Californie, et mort le 15 mars 2016 est un pasteur, directeur de musique et chanteur de gospel américain.

## Biographie
Daryl Coley est né le 30 octobre 1955 à Berkeley .  Dans son enfance, il a chanté dans la chorale Oakland Children’s Chorus.  En 1969, à 13 ans, il entend le groupe Helen Stephens And The Voices Of Christ et l’année suivante rejoint le groupe .

## Carrière
Sa carrière musicale prend son envol alors qu’il commence à jouer du piano pour la famille Hawkins en 1977. Il a également fondé l’église évangélique Love Fellowship Tabernacle à Los Angeles .

## Filmographie
- 1990 : Les Simpson (1 épisode : Le Dieu du stade) : Murphy Gencives Sanglantes (voix)
- 2010 : Church : Deacon Cole